# Rally d'Estonia 2020

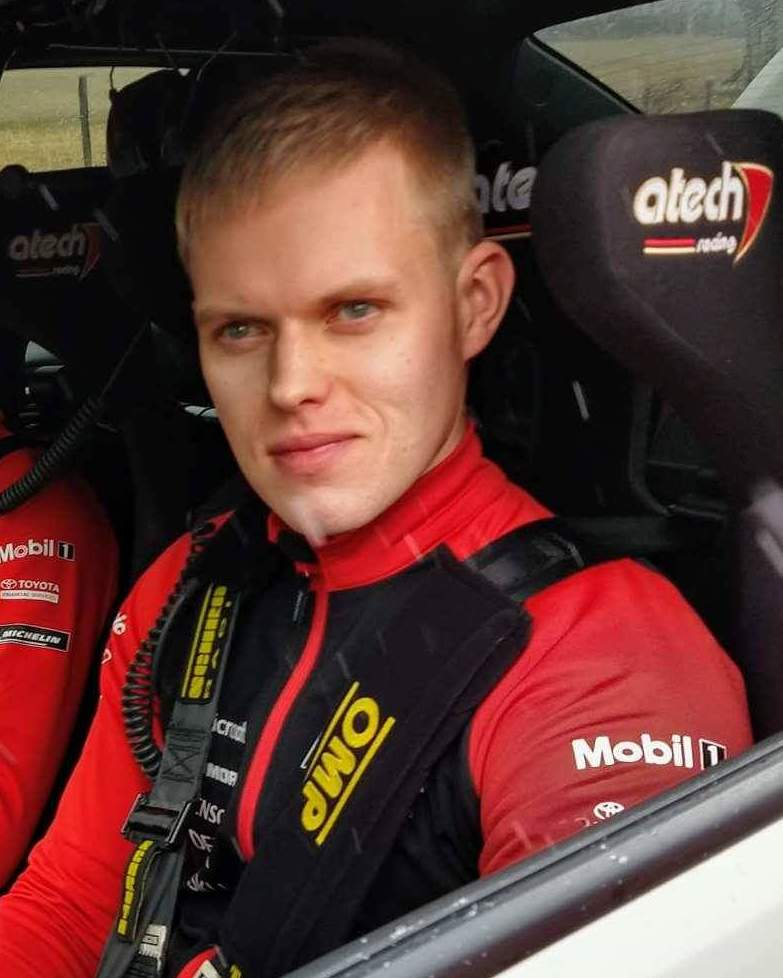
Ott Tänak vincitore del Rally d'Estonia 2020

Il Rally d'Estonia 2020, ufficialmente denominato 10. Rally Estonia, è stata la quarta prova del campionato del mondo rally 2020 nonché la decima edizione del Rally d'Estonia e la prima con valenza mondiale. La manifestazione si è svolta dal 4 al 6 settembre sui veloci sterrati che attraversano le campagne sud-orientali del paese baltico; le prove speciali si svolsero nel territorio attorno alla città di Tartu, base principale del rally e sede del parco assistenza.
La gara non era prevista nel programma iniziale del campionato del mondo ma per via della pandemia del Coronavirus, a causa della quale sono stati cancellati diversi appuntamenti, il rally è stato aggiunto al calendario come "gara di riapertura" dopo i sei mesi di stop che sono seguiti alla diffusione della pandemia dopo il rally del Messico, ultima gara a essersi disputata ai primi di marzo.
L'evento è stato vinto dall'estone Ott Tänak, navigato dal connazionale Martin Järveoja, al volante di una Hyundai i20 Coupe WRC della squadra ufficiale Hyundai Shell Mobis WRT, al loro primo successo stagionale, davanti alla coppia irlandese formata dai compagni di squadra Craig Breen e Paul Nagle, e a quella francese composta da Sébastien Ogier e Julien Ingrassia, su Toyota Yaris WRC del team Toyota Gazoo Racing WRT.
I norvegesi Mads Østberg e Torstein Eriksen, su Citroën C3 R5 della squadra PH Sport, hanno invece conquistato il successo nel campionato WRC-2, il terzo su quattro gare disputate, mentre lo svedese Oliver Solberg e l'irlandese Aaron Johnston hanno vinto nella serie WRC-3 alla guida di una Volkswagen Polo GTI R5. In Estonia si disputava anche la seconda prova del campionato Junior WRC, che ha visto vincere la coppia lettone composta da Mārtiņš Sesks e Renars Francis su Ford Fiesta R2.

## Dati della prova
| Denominazione ufficiale             | Rally Estonia                                 |
| Edizione N°                         | 10                                            |
| Tappa N°                            | 4 di 7                                        |
| Data manifestazione                 | da venerdì 04/09/2020 a domenica 06/09/2020   |
| Sede ospitante                      | Tartu (Tartumaa)                              |
| Sede parco assistenza               | Campo d'aviazione Raadi, Tartu (Tartumaa)     |
| Superficie                          | Terra                                         |
| Direttore di gara                   | Silver Kutt                                   |
| Iscritti                            | 60                                            |
| Partiti                             | 59                                            |
| Arrivati                            | 44 (74,6%)                                    |
| Prove speciali                      | 17                                            |
| Prova più breve                     | 1,28 km (PS1: Tartu vald)                     |
| Prova più lunga                     | 20,93 km (PS2 e PS7: Prangli)                 |
| Prova più lenta                     | velocità media di 59,8 km/h (PS1: Tartu vald) |
| Prova più veloce                    | velocità media di 128,9 km/h (PS15: Arula 2)  |
| Lunghezza prove speciali            | 233,40 km (33,6% della distanza totale)       |
| Lunghezza complessiva trasferimenti | 636,00 km                                     |
| Distanza totale                     | 869,40 km                                     |

## Itinerario
| Frazione           | Prova  | Ora    | Nome                               | Partenza                           | Arrivo                             | Lunghezza | Totale    |
| ------------------ | ------ | ------ | ---------------------------------- | ---------------------------------- | ---------------------------------- | --------- | --------- |
| Frazione 1 (4 set) | PS1    | 19:08  | Tartu vald                         | Tartu                              | Tartu                              | 1,28 km   | 1,28 km   |
|                    |        |        |                                    |                                    |                                    |           |           |
| Frazione 2 (5 set) |        | 06:38  | Assistenza – Raadi, Tartu (15 min) | Assistenza – Raadi, Tartu (15 min) | Assistenza – Raadi, Tartu (15 min) | –         | 147,18 km |
| Frazione 2 (5 set) | PS2    | 07:40  | Prangli 1                          | Kambja                             | Kanepi                             | 20,93 km  | 147,18 km |
| Frazione 2 (5 set) | PS3    | 08:21  | Kanepi 1                           | Kanepi                             | Kanepi                             | 16,88 km  | 147,18 km |
| Frazione 2 (5 set) | PS4    | 09:08  | Otepää 1                           | Otepää                             | Otepää                             | 9,30 km   | 147,18 km |
| Frazione 2 (5 set) | PS5    | 10:00  | Mäeküla 1                          | Võru                               | Võru                               | 14,76 km  | 147,18 km |
| Frazione 2 (5 set) | PS6    | 11:19  | Elva 1                             | Elva                               | Elva                               | 11,72 km  | 147,18 km |
| Frazione 2 (5 set) |        | 13:14  | Assistenza – Raadi, Tartu (30 min) | Assistenza – Raadi, Tartu (30 min) | Assistenza – Raadi, Tartu (30 min) | –         | 147,18 km |
| Frazione 2 (5 set) | PS7    | 14:37  | Prangli 2                          | Kambja                             | Kanepi                             | 20,93 km  | 147,18 km |
| Frazione 2 (5 set) | PS8    | 15:18  | Kanepi 2                           | Kanepi                             | Kanepi                             | 16,88 km  | 147,18 km |
| Frazione 2 (5 set) | PS9    | 16:08  | Otepää 2                           | Otepää                             | Otepää                             | 9,30 km   | 147,18 km |
| Frazione 2 (5 set) | PS10   | 17:00  | Mäeküla 2                          | Võru                               | Võru                               | 14,76 km  | 147,18 km |
| Frazione 2 (5 set) | PS11   | 18:19  | Elva 2                             | Elva                               | Elva                               | 11,72 km  | 147,18 km |
| Frazione 2 (5 set) |        | 19:34  | Assistenza – Raadi, Tartu (50 min) | Assistenza – Raadi, Tartu (50 min) | Assistenza – Raadi, Tartu (50 min) | –         | 147,18 km |
|                    |        |        |                                    |                                    |                                    |           |           |
| Frazione 3 (6 set) |        | 06:04  | Assistenza – Raadi, Tartu (15 min) | Assistenza – Raadi, Tartu (15 min) | Assistenza – Raadi, Tartu (15 min) | –         | 84.94 km  |
| Frazione 3 (6 set) | PS12   | 07:35  | Arula 1                            | Otepää                             | Otepää                             | 6,97 km   | 84.94 km  |
| Frazione 3 (6 set) | PS13   | 08:09  | Kaagvere 1                         | Kanepi                             | Kanepi                             | 15,46 km  | 84.94 km  |
| Frazione 3 (6 set) | PS14   | 09:08  | Kambja 1                           | Kanepi                             | Kambja                             | 20,04 km  | 84.94 km  |
| Frazione 3 (6 set) | PS15   | 10:49  | Arula 2                            | Otepää                             | Otepää                             | 6,97 km   | 84.94 km  |
| Frazione 3 (6 set) | PS16   | 11:28  | Kaagvere 2                         | Kanepi                             | Kanepi                             | 15,46 km  | 84.94 km  |
| Frazione 3 (6 set) | PS17   | 13:18  | Kambja 2 (power stage)             | Kanepi                             | Kambja                             | 20,04 km  | 84.94 km  |
| Totale             | Totale | Totale | Totale                             | Totale                             | Totale                             | Totale    | 233,40 km |

## Risultati

### Classifica
| Pos.       | Nº       | Pilota                  | Copilota               | Auto                   | Squadra                        | Classe      | Tempo     | Distacco   | Punti    |
| Generale   | Generale | Generale                | Generale               | Generale               | Generale                       | Generale    | Generale  | Generale   | Generale |
| ---------- | -------- | ----------------------- | ---------------------- | ---------------------- | ------------------------------ | ----------- | --------- | ---------- | -------- |
| 1.         | 8        | Ott Tänak               | Martin Järveoja        | Hyundai i20 Coupe WRC  | Hyundai Shell Mobis WRT        | WRC         | 1h59'53"6 | –          | 28       |
| 2.         | 42       | Craig Breen             | Paul Nagle             | Hyundai i20 Coupe WRC  | Hyundai Shell Mobis WRT        | WRC         | 2h00'15"8 | +22"2      | 19       |
| 3.         | 17       | Sébastien Ogier         | Julien Ingrassia       | Toyota Yaris WRC       | Toyota Gazoo Racing WRT        | WRC         | 2h00'20"5 | +26"9      | 17       |
| 4.         | 33       | Elfyn Evans             | Scott Martin           | Toyota Yaris WRC       | Toyota Gazoo Racing WRT        | WRC         | 2h00'35"5 | +41"9      | 16       |
| 5.         | 69       | Kalle Rovanperä         | Jonne Halttunen        | Toyota Yaris WRC       | Toyota Gazoo Racing WRT        | WRC         | 2h01'12"3 | +1'18"7    | 15       |
| 6.         | 3        | Teemu Suninen           | Jarmo Lehtinen         | Ford Fiesta WRC        | M-Sport Ford WRT               | WRC         | 2h02'33"2 | +2'39"6    | 8        |
| 7.         | 4        | Esapekka Lappi          | Janne Ferm             | Ford Fiesta WRC        | M-Sport Ford WRT               | WRC         | 2h02'45"6 | +2'52"0    | 6        |
| 8.         | 44       | Gus Greensmith          | Elliott Edmondson      | Ford Fiesta WRC        | M-Sport Ford WRT               | WRC         | 2h04'47"4 | +4'53"8    | 4        |
| 9.         | 35       | Oliver Solberg          | Aaron Johnston         | Volkswagen Polo GTI R5 | -                              | RC2 / WRC-3 | 2h07'32"2 | +7'38"6    | 2        |
| 10.        | 21       | Mads Østberg            | Torstein Eriksen       | Citroën C3 R5          | PH Sport                       | RC2 / WRC-2 | 2h08'10"9 | +8'17"3    | 1        |
| WRC-2      |          |                         |                        |                        |                                |             |           |            |          |
| 1. (10.)   | 21       | Mads Østberg            | Torstein Eriksen       | Citroën C3 R5          | PH Sport                       | RC2 / WRC-2 | 2h58'16"9 | –          | 25       |
| 2. (13.)   | 25       | Adrien Fourmaux         | Renaud Jamoul          | Ford Fiesta Rally2     | M-Sport Ford WRT               | RC2 / WRC-2 | 2h09'39"3 | +1'28"4    | 18       |
| 3. (15.)   | 23       | Pontus Tidemand         | Patrik Barth           | Škoda Fabia Rally2 Evo | Toksport WRT                   | RC2 / WRC-2 | 2h11'01"0 | +2'50"1    | 15       |
| 4. (16.)   | 26       | Eyvind Brynildsen       | Ilka Minor             | Škoda Fabia Rally2 Evo | Toksport WRT                   | RC2 / WRC-2 | 2h11'03"1 | +2'52"2    | 12       |
| 5. (19.)   | 22       | Nikolaj Grjazin         | Jaroslav Fëdorov       | Hyundai i20 R5         | Hyundai Motorsport N           | RC2 / WRC-2 | 2h12'03"5 | +3'52"6    | 10       |
| WRC-3      |          |                         |                        |                        |                                |             |           |            |          |
| 1. (9.)    | 35       | Oliver Solberg          | Aaron Johnston         | Volkswagen Polo GTI R5 | -                              | RC2 / WRC-3 | 2h07'32"2 | –          | 25       |
| 2. (11.)   | 27       | Jari Huttunen           | Mikko Lukka            | Hyundai i20 R5         | -                              | RC2 / WRC-3 | 2h07'32"2 | +59"0      | 18       |
| 3. (12.)   | 41       | Egon Kaur               | Silver Simm            | Škoda Fabia Rally2 Evo | Kaur Motorsport                | RC2 / WRC-3 | 2h09'20"0 | +1'47"8    | 15       |
| 4. (14.)   | 28       | Marco Bulacia Wilkinson | Marcelo Der Ohannesian | Citroën C3 R5          | -                              | RC2 / WRC-3 | 2h10'08"8 | +2'36"6    | 12       |
| 5. (17.)   | 39       | Karl Kruuda             | Dale Moscatt           | Volkswagen Polo GTI R5 | -                              | RC2 / WRC-3 | 2h11'37"1 | +4'04"9    | 10       |
| 6. (18.)   | 29       | Nicolas Ciamin          | Yannick Roche          | Citroën C3 R5          | -                              | RC2 / WRC-3 | 2h11'44"9 | +4'12"7    | 8        |
| 7. (20.)   | 40       | Rainer Aus              | Simo Koskinen          | Škoda Fabia R5         | -                              | RC2 / WRC-3 | 2h12'16"7 | +4'44"5    | 6        |
| 8. (21.)   | 50       | Sean Johnston           | Alexander Kihurani     | Citroën C3 R5          | Saintéloc Junior Team          | RC2 / WRC-3 | 2h12'24"8 | +4'52"6    | 4        |
| 9. (22.)   | 31       | Yohan Rossel            | Benoît Fulcrand        | Citroën C3 R5          | PH Sport                       | RC2 / WRC-3 | 2h12'36"2 | +5'04"4    | 2        |
| 10. (23.)  | 43       | Priit Koik              | Alari-Uku Heldna       | Ford Fiesta R5         | -                              | RC2 / WRC-3 | 2h13'56"9 | +6'24"7    | 1        |
| Junior WRC |          |                         |                        |                        |                                |             |           |            |          |
| 1. (28.)   | 53       | Mārtiņš Sesks           | Renars Francis         | Ford Fiesta Rally4     | LMT Autosporta Akadēmija       | RC4 / JWRC  | 2h21'20"5 |            | 28       |
| 2. (29.)   | 55       | Sami Pajari             | Marko Salminen         | Ford Fiesta Rally4     | Team Flying Finn               | RC4 / JWRC  | 2h21'35"2 | +14"7      | 26       |
| 3. (30.)   | 63       | Robert Virves           | Sander Pruul           | Ford Fiesta Rally4     | Estonian Autosport Junior Team | RC4 / JWRC  | 2h21'58"3 | +37"8      | 17       |
| 4. (33.)   | 58       | Ruairi Bell             | Matt Edwards           | Ford Fiesta Rally4     | -                              | RC4 / JWRC  | 2h26'33"2 | +5'12"7    | 12       |
| 5. (35.)   | 60       | Marco Pollara           | Maurizio Messina       | Ford Fiesta Rally4     | -                              | RC4 / JWRC  | 2h28'24"4 | +7'03"9    | 10       |
| 6. (37.)   | 57       | Fabrizio Zaldivar       | Fernando Mussano       | Ford Fiesta Rally4     | -                              | RC4 / JWRC  | 2h30'50"3 | +9'29"8    | 8        |
| 7. (38.)   | 62       | Enrico Oldrati          | Elia De Guio           | Ford Fiesta Rally4     | -                              | RC4 / JWRC  | 2h32'05"2 | +10'44"7   | 6        |
| 8. (44.)   | 56       | Raul Badiu              | Gabriel Lazăr          | Ford Fiesta Rally4     | -                              | RC4 / JWRC  | 3h46'06"5 | +1h24'46"0 | 4        |
| Rit.       | 54       | Ken Torn                | Kauri Pannas           | Ford Fiesta Rally4     | Estonian Autosport Junior Team | RC4 / JWRC  | –         | –          | 3        |
| Rit.       | 52       | Tom Kristensson         | Joakim Sjöberg         | Ford Fiesta Rally4     | Tom Kristensson Motorsport     | RC4 / JWRC  | –         | –          | 1        |

| Principali ritiri | Principali ritiri | Principali ritiri   | Principali ritiri | Principali ritiri     | Principali ritiri       | Principali ritiri | Principali ritiri  | Principali ritiri |
| PS                | Nº                | Pilota              | Copilota          | Auto                  | Squadra                 | Classe            | Causa              | Pos.              |
| ----------------- | ----------------- | ------------------- | ----------------- | --------------------- | ----------------------- | ----------------- | ------------------ | ----------------- |
| PS 13             | 7                 | Pierre-Louis Loubet | Vincent Landais   | Hyundai i20 Coupe WRC | Hyundai 2C Competition  | WRC               | Sterzo             | 9º                |
| PS 13             | 18                | Takamoto Katsuta    | Daniel Barritt    | Toyota Yaris WRC      | Toyota Gazoo Racing WRT | WRC               | Incidente          | 5º                |
| PS 16             | 24                | Ole Christian Veiby | Jonas Andersson   | Hyundai i20 R5        | Hyundai Motorsport N    | RC2 / WRC-2       | Incidente          | 42º               |
| PS 17             | 11                | Thierry Neuville    | Nicolas Gilsoul   | Hyundai i20 Coupe WRC | Hyundai Shell Mobis WRT | WRC               | Problemi elettrici | 41º               |

Legenda
| Icona | Note                                                                                 |
| ----- | ------------------------------------------------------------------------------------ |
| WRC   | Equipaggio di classe WRC che può conquistare punti per il campionato costruttori     |
| WRC   | Equipaggio di classe WRC che non può conquistare punti per il campionato costruttori |
| WRC-2 | Equipaggio registrato al campionato WRC-2                                            |
| WRC-3 | Equipaggio registrato al campionato WRC-3                                            |
| JWRC  | Equipaggio registrato al campionato Junior WRC                                       |
|       | Ulteriori classificazioni                                                            |

### Prove speciali
| Frazione           | Prova | Ora   | Nome                   | Lunghezza | Vincitori                                                    | Tempo   | Leader del rally                                             |
| ------------------ | ----- | ----- | ---------------------- | --------- | ------------------------------------------------------------ | ------- | ------------------------------------------------------------ |
| Frazione 1 (4 set) | PS1   | 19:08 | Tartu vald             | 1,28 km   | Esapekka Lappi Janne Ferm e Sébastien Ogier Julien Ingrassia | 1'17"0  | Esapekka Lappi Janne Ferm e Sébastien Ogier Julien Ingrassia |
|                    |       |       |                        |           |                                                              |         |                                                              |
| Frazione 2 (5 set) | PS2   | 07:40 | Prangli 1              | 20,93 km  | Kalle Rovanperä Jonne Halttunen                              | 9'52"1  | Kalle Rovanperä Jonne Halttunen                              |
| Frazione 2 (5 set) | PS3   | 08:21 | Kanepi 1               | 16,88 km  | Ott Tänak Martin Järveoja                                    | 8'16"6  | Ott Tänak Martin Järveoja                                    |
| Frazione 2 (5 set) | PS4   | 09:08 | Otepää 1               | 9,30 km   | Ott Tänak Martin Järveoja                                    | 5'04"5  | Ott Tänak Martin Järveoja                                    |
| Frazione 2 (5 set) | PS5   | 10:00 | Mäeküla 1              | 14,76 km  | Sébastien Ogier Julien Ingrassia                             | 7'46"2  | Ott Tänak Martin Järveoja                                    |
| Frazione 2 (5 set) | PS6   | 11:19 | Elva 1                 | 11,72 km  | Thierry Neuville Nicolas Gilsoul                             | 6'05"1  | Ott Tänak Martin Järveoja                                    |
| Frazione 2 (5 set) | PS7   | 14:37 | Prangli 2              | 20,93 km  | Sébastien Ogier Julien Ingrassia                             | 9'45"3  | Ott Tänak Martin Järveoja                                    |
| Frazione 2 (5 set) | PS8   | 15:18 | Kanepi 2               | 16,88 km  | Ott Tänak Martin Järveoja                                    | 8'10"6  | Ott Tänak Martin Järveoja                                    |
| Frazione 2 (5 set) | PS9   | 16:08 | Otepää 2               | 9,30 km   | Craig Breen Paul Nagle                                       | 5'00"4  | Ott Tänak Martin Järveoja                                    |
| Frazione 2 (5 set) | PS10  | 17:00 | Mäeküla 2              | 14,76 km  | Craig Breen Paul Nagle                                       | 7'40"1  | Ott Tänak Martin Järveoja                                    |
| Frazione 2 (5 set) | PS11  | 18:19 | Elva 2                 | 11,72 km  | Kalle Rovanperä Jonne Halttunen                              | 5'58"0  | Ott Tänak Martin Järveoja                                    |
|                    |       |       |                        |           |                                                              |         | Ott Tänak Martin Järveoja                                    |
| Frazione 3 (6 set) | PS12  | 07:35 | Arula 1                | 6,97 km   | Elfyn Evans Scott Martin                                     | 3'15"3  | Ott Tänak Martin Järveoja                                    |
| Frazione 3 (6 set) | PS13  | 08:09 | Kaagvere 1             | 15,46 km  | Kalle Rovanperä Jonne Halttunen                              | 8'42"5  | Ott Tänak Martin Järveoja                                    |
| Frazione 3 (6 set) | PS14  | 09:08 | Kambja 1               | 20,04 km  | Sébastien Ogier Julien Ingrassia                             | 10'26"9 | Ott Tänak Martin Järveoja                                    |
| Frazione 3 (6 set) | PS15  | 10:49 | Arula 2                | 6,97 km   | Sébastien Ogier Julien Ingrassia                             | 3'14"7  | Ott Tänak Martin Järveoja                                    |
| Frazione 3 (6 set) | PS16  | 11:28 | Kaagvere 2             | 15,46 km  | Kalle Rovanperä Jonne Halttunen                              | 8'34"1  | Ott Tänak Martin Järveoja                                    |
| Frazione 3 (6 set) | PS17  | 13:18 | Kambja 2 (power stage) | 20,04 km  | Kalle Rovanperä Jonne Halttunen                              | 10'12"4 | Ott Tänak Martin Järveoja                                    |

### Power stage
PS17: Kambja 2 di 20,04 km, disputatasi domenica 6 settembre 2020 alle ore 13:18 (UTC+3).
| Pos. | No. | Pilota          | Co-pilota        | Auto                  | Classe | Tempo   | Distacco | Punti |
| ---- | --- | --------------- | ---------------- | --------------------- | ------ | ------- | -------- | ----- |
| 1    | 69  | Kalle Rovanperä | Jonne Halttunen  | Toyota Yaris WRC      | WRC    | 10'12"4 | –        | 5     |
| 2    | 33  | Elfyn Evans     | Scott Martin     | Toyota Yaris WRC      | WRC    | 10'17"5 | +5"1     | 4     |
| 3    | 8   | Ott Tänak       | Martin Järveoja  | Hyundai i20 Coupe WRC | WRC    | 10'18"4 | +6"0     | 3     |
| 4    | 17  | Sébastien Ogier | Julien Ingrassia | Toyota Yaris WRC      | WRC    | 10'20"4 | +8"0     | 2     |
| 5    | 42  | Craig Breen     | Paul Nagle       | Hyundai i20 Coupe WRC | WRC    | 10'27"4 | +15"0    | 1     |

## Classifiche mondiali
Classifica piloti
| Pos. | Pos. | Pilota                  | Punti |
| ---- | ---- | ----------------------- | ----- |
| 1    |      | Sébastien Ogier         | 79    |
| 2    |      | Elfyn Evans             | 70    |
| 3    | 2    | Ott Tänak               | 66    |
| 4    |      | Kalle Rovanperä         | 55    |
| 5    | 2    | Thierry Neuville        | 42    |
| 6    |      | Teemu Suninen           | 34    |
| 7    |      | Esapekka Lappi          | 30    |
| 8    | 4    | Craig Breen             | 25    |
| 9    | 1    | Pontus Tidemand         | 8     |
| 10   | 1    | Sébastien Loeb          | 8     |
| 11   | 1    | Takamoto Katsuta        | 8     |
| 12   | 2    | Gus Greensmith          | 6     |
| 13   | 2    | Nikolaj Grjazin         | 6     |
| 14   | 1    | Marco Bulacia Wilkinson | 4     |
| 15   | N    | Oliver Solberg          | 2     |
| 16   | 1    | Eric Camilli            | 2     |
| 17   | 1    | Mads Østberg            | 2     |
| 18   |      | Jari Huttunen           | 1     |
| 19   | 2    | Ole Christian Veiby     | 1     |

Classifica copiloti
| Pos. | Pos. | Pilota                 | Punti |
| ---- | ---- | ---------------------- | ----- |
| 1    |      | Julien Ingrassia       | 79    |
| 2    |      | Scott Martin           | 70    |
| 3    | 2    | Martin Järveoja        | 66    |
| 4    |      | Jonne Halttunen        | 55    |
| 5    | 2    | Nicolas Gilsoul        | 42    |
| 6    |      | Jarmo Lehtinen         | 34    |
| 7    |      | Janne Ferm             | 30    |
| 8    | 4    | Paul Nagle             | 25    |
| 9    | 1    | Patrik Barth           | 8     |
| 10   | 1    | Daniel Elena           | 8     |
| 11   | 1    | Daniel Barritt         | 8     |
| 12   | 2    | Elliott Edmondson      | 6     |
| 13   | 2    | Jaroslav Fëdorov       | 6     |
| 14   | 1    | Giovanni Bernacchini   | 4     |
| 15   | N    | Aaron Johnston         | 2     |
| 16   | 1    | François-Xavier Buresi | 2     |
| 17   | 1    | Torstein Eriksen       | 2     |
| 18   |      | Mikko Lukka            | 1     |
| 19   | 2    | Jonas Andersson        | 1     |

Classifica costruttori WRC
| Pos. | Pos. | Squadra                 | Punti |
| ---- | ---- | ----------------------- | ----- |
| 1    |      | Toyota Gazoo Racing WRT | 137   |
| 2    |      | Hyundai Shell Mobis WRT | 132   |
| 3    |      | M-Sport Ford WRT        | 83    |
| 4    | N    | Hyundai 2C Competition  | 0     |